# 웹서브
웹서브(WebSub, 웹섭, 이전 이름: PubSubHubbub)는 인터넷의 분산형 발행-구독 통신을 위한 개방형 프로토콜이다. 처음에는 데이터 피드를 위해 아톰(및 RSS) 프로토콜을 확장하도록 설계된 이 프로토콜은 HTTP를 통해 액세스할 수 있는 모든 데이터 유형(예: HTML, 텍스트, 그림, 오디오, 비디오)에 적용할 수 있다. 주요 목적은 변경 사항에 대한 실시간 알림을 제공하는 것이다. 이는 클라이언트가 임의의 간격으로 주기적으로 피드 서버를 폴링하는 일반적인 상황을 개선한다. 이러한 방식으로 웹서브는 클라이언트가 변경 사항을 폴링하는 데 리소스를 소비하지 않고도 푸시된 HTTP 알림을 제공한다.
2017년 10월 PubSubHubbub은 단순성과 명확성을 위해 웹서브(WebSub)로 이름이 변경되었다. 2018년 1월 기준 웹서브 프로토콜은 W3C에서 권장 사항으로 채택되었다.

## 같이 보기
- 발행-구독 모델
- RSS